# همپتون هیلتون
همپتون هیلتون (انگلیسی: Hampton Hilton) شرکت مهمان‌نوازی آمریکایی است، که در سال ۱۹۸۴ تأسیس شد. 